# 贾迈勒·阿卜杜-纳赛尔

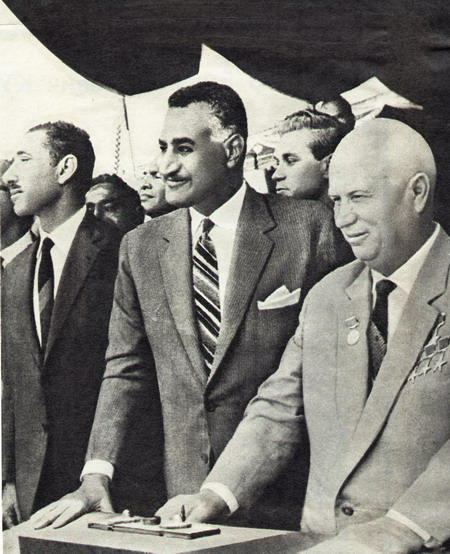
納賽爾（中）與赫鲁晓夫（右）

贾迈勒·阿卜杜-纳赛尔·侯赛因（阿拉伯语：جمال عبد الناصر حسين，羅馬化：Jamāl ʻAbdu n-Nāṣir Ḥusayn，1918年1月15日—1970年9月28日），阿拉伯埃及共和国的第二任总统，1952至1970年之间埃及实际上的最高領導人。纳赛尔視為是近代历史上最重要的阿拉伯领导人之一。在他執政期間，曾热心倡导泛阿拉伯主義。他的政治思想被称为纳赛尔主义。
1951年，时任伊朗首相穆罕默德·摩萨台将英伊石油公司国有化以维护伊朗的国家利益，纳赛尔也在1956年将苏伊士运河国有化以维护埃及的国家利益、反对西方帝国主义干涉中东，并由此引发了第二次中东战争。埃及从此成为了阿拉伯世界对抗以色列的主要力量，并是泛阿拉伯民族主义的根据地。
在他统治下，埃及与苏联一道支持同是非洲国家阿尔及利亚的独立，第二次中东战争结束后纳赛尔被视作当时阿拉伯世界的精神领袖。

## 早年生活
納賽爾出生在埃及亚历山大港，父亲阿卜杜勒·纳赛尔·侯赛因是一名邮政工人，他童年时期大多在开罗生活，贾迈勒排行最小，有两位兄长。他曾经参加过第一次中东战争；战争结束后的数月，他和他的士兵一起被围困在一个称为“费卢杰矿穴”的地方。双方停火后，納賽爾被允许回到埃及。生有三男二女。

## 登上权力頂峰
作为一名陆军中校，成立了自由军官运动，并担任领导人。运动成员一些军中有平民或中下层背景35岁以下的年轻军官，致力于推翻英国支持的埃及國王法鲁克一世。1952年7月23日，納賽爾发动军事政变，推翻法鲁克王朝的统治。政变后，他扶持纳吉布为名义上的领袖，使军队认可政变；納賽爾作为内政部长，在幕后掌握實際权力。
1954年2月25日，納賽爾取代纳吉布成为了埃及总理。一场为了军队控制权和埃及的短暂的权力之争发生了，并以納賽爾的胜利而告终。11月，納賽爾把纳吉布软禁在家中，谴责他支持穆斯林兄弟会并企图在10月夺取他的性命，納吉布被軟禁直至納賽爾去世後才被釋放。一年后，納賽爾作为唯一的总统候选人，1956年6月23日成为埃及的第二任总统。之後納賽爾把埃及的权力集中，推行中央集权制，擴大总统的权力，成為一名獨裁者。他推行企业国有化改革，实行土改，也建造了大型公共项目，如阿斯旺大坝。
納賽爾处理1954年10月26日夺命事件中突出了他企图操控政治的趋向。当时他向着群众讲话时，八次被一名名叫马哈茂德·阿卜杜勒-拉蒂夫（Mahmoud Abd al-Latif）的穆斯林兄弟会成员开枪射击。虽然射手近距离射击，但是所有的子弹都偏离目标。納賽爾继续发表演讲，说了一段暴躁的话：「让他们杀了納賽爾吧。納賽爾只不过是众多人群中的一员。我的同乡们，不要动。我没有死，我仍然活着，如果我死了，你们依然是納賽爾。」納賽爾完美的讲话和他保镖欠缺的反击行动让人们怀疑整个事件是操控的。不管如何，納賽爾正是利用了国内世俗派对穆斯林兄弟會的愤怒而开始了他剿除这个组织的计划。

## 第二次中东战争
尽管当初与西方政权的关系较好，納賽爾后来却逐渐失去了他们的青睐而转而投向了以苏联为首的东方阵营。1956年1月16日，納賽爾誓言要解放巴勒斯坦。1956年夏，在美英相继宣布退出向阿斯旺大坝提供资金援助的协议之后，他宣布了苏伊士运河的国有化，以资助大坝的建设。这引起了在运河中有股权的英国和法国的不满。在以色列的帮助下，以色列、英国和法国公开向埃及宣战。英法联军在一周内横扫了西奈半岛及赛义德港，使埃及军队全面撤退。由於美国与苏联的压力，聯軍被迫撤退。
虽然以色列在边境停火，但是蒂朗海峡的封锁和联合国紧急部队在以埃边境的部署，以色列被迫从西奈半岛全面撤军，納賽爾则被认为是为阿拉伯世界取得了胜利，抵抗了它们的帝国主义敌人。战争后納賽爾成为了阿拉伯以至非洲的靈魂人物及主導者，激励了新一代的民族主义者。

## 阿拉伯领导人
納賽爾以他的激进的言论和苏伊士事务的成功，发展了一个覆盖全阿拉伯世界的納賽爾主义，激励了致力于阿拉伯世界团结的政党组织。许多人把納賽爾看成是阿拉伯世界的领袖，一个阿拉伯政治崭新的、叛逆的时代的代表。納賽爾的政策便与“泛阿拉伯主义”联系在一起。“泛阿拉伯主义”推广一个强有力的阿拉伯政府行动，以面对“帝国主义本质”的西方，呼吁阿拉伯国家的资源应该被用来使阿拉伯而不是西方的人民受惠。在他1967年的讲话中，納賽爾宣布：“我们可以通过阿拉伯行动获得很多东西，这就是我们斗争的重点。我们要发展和建设我们的国家，以面对我们敌人的挑战。”
1958年，叙利亚军方和民众代表要求叙利亚与埃及的合并。納賽爾对于这一突然要求有点吃惊，不能肯定时机是否成熟。然而，納賽爾依然同意了，阿拉伯联合共和国诞生了，共和國總統由納賽爾擔任。这被看作是建立泛阿拉伯国家的第一步。也门也被包含在联盟内。但是阿联并無成功；在大马士革，埃及軍隊和官僚在叙利亚北部地区表现得十分专制独裁。急剧扩大的秘密警察也严厉的镇压反对团体，比如穆斯林团和叙利亚共产党同时，叙利亚的资产阶级也没有被允许进入他们梦寐以求的埃及市场。叙利亚资产阶级和军官团体的不满导致分离主义分子控制大马士革，叙利亚于1961年退出阿联。阿联这个名字在埃及一直沿用至1971年。由於北也门被包含在阿联内，埃及在也门的干涉使阿联卷入了那里的血腥北也门内战。

## 第三次中东战争
多次强调要消灭以色列的納賽爾同样领导并策划了1967年的阿以六日战争。他寻求了武力手段从以色列手中重新夺回了西奈半岛，并得到了联合国安理会的决议以派遣紧急部队，保护其胜利果实。納賽爾对西奈半岛开始重新武装。5月23日，他下令对以色列船只封锁蒂朗海峡及以色列位于亚喀巴湾北部的埃拉特港，切断了其通往印度洋的唯一海路。蒂朗海峡被封锁成为以色列政府向埃及宣战的理由。納賽爾说服了叙利亚及约旦两国政府与其一起组成一个阿拉伯联盟对付以色列。他在一篇演讲中提到：“这场战争将会是一场持久战，我们的基本目标就是将以色列从地图上抹去。”尽管如此，以色列军队在战争中的进攻还是击溃了阿拉伯联军。

## 最后生涯

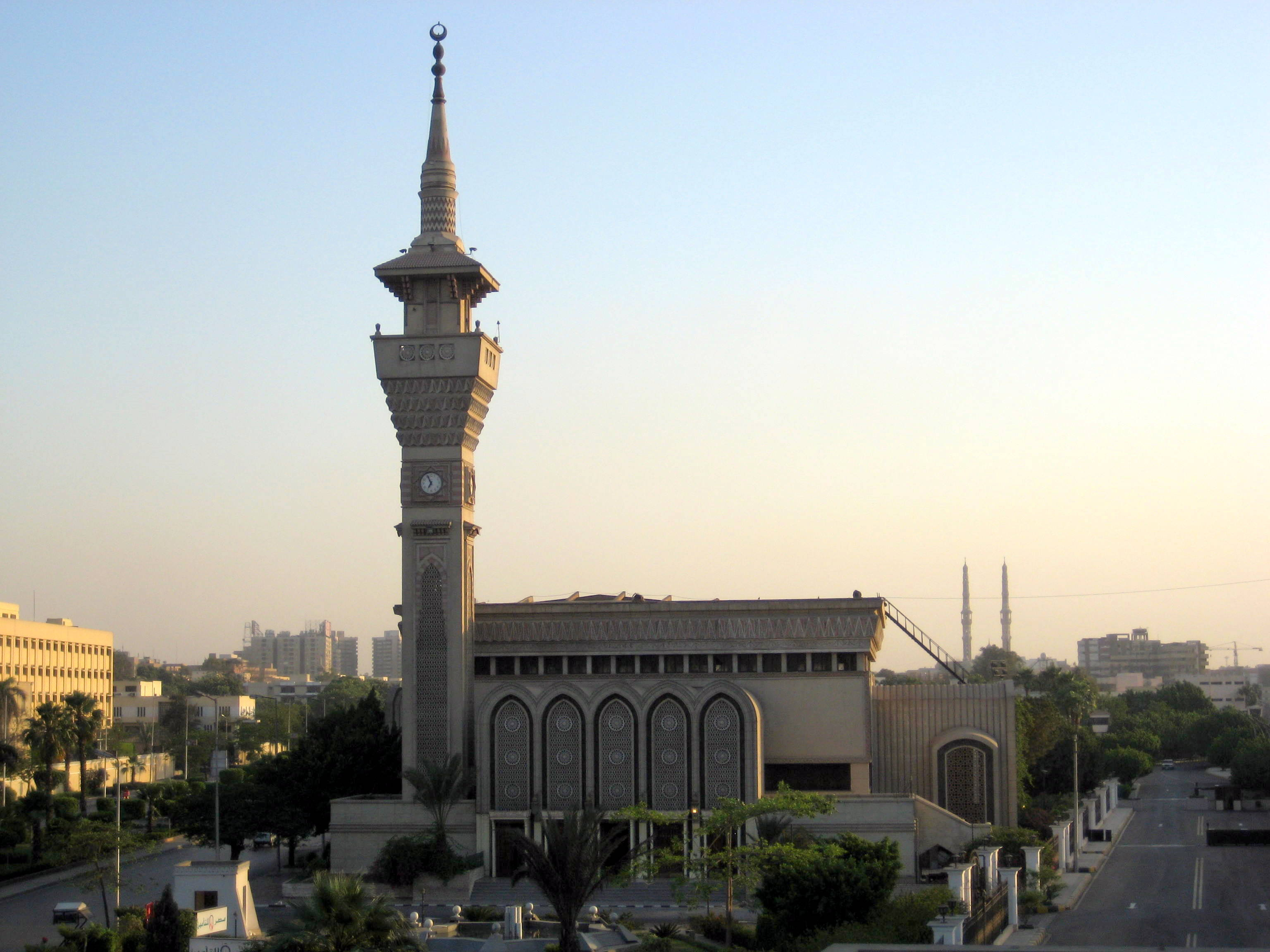
贾迈勒·阿卜杜-纳赛尔清真寺，為納賽爾的陵寢所在

自从1967年“阿以六日战争”中被以色列军队击垮以后，由於健康關係，納賽爾开始为自己的辞职做打算。但是埃及全国各地人民不断打来的电话使他最终回心转意。他因而带领埃及人民在1969－1970年度过了“消耗战”。
1970年，以約旦為據點的巴勒斯坦解放組織（巴解）因過激行動，使得約旦國王胡賽因於1970年9月下令將巴解武力驅逐，由此引發了約旦內戰，稱為「黑色九月」。眼見衝突有進一步擴大的危機，可能演變成阿拉伯國家全面戰爭，纳赛尔於9月27日召開阿拉伯聯盟緊急會議，要求巴解和約旦停止敵對行動。

## 逝世与纪念
由于纳赛尔长期吸烟，导致他患上严重的心脏病，在1966年和1969年出现两次心脏病发。1967年在六日战争之后，纳赛尔的健康渐渐下降，纳赛尔除了患有心脏病之外，还患有糖尿病，静脉曲张和动脉硬化。
1970年9月28日，在阿拉伯联盟紧急会议结束后，纳赛尔第三次心脏病发作，他马上被送回住所，医生亦即时赶到，虽然经过几小时的救治，但纳赛尔仍然于傍晚六时不治，终年52岁。纳赛尔的死讯震惊整个阿拉伯世界，许多国民得知消息之后伤心不已。
10月1日，除沙特国王费萨尔外，所有阿拉伯国家的元首都出席了葬礼，约旦国王侯赛因·本·塔拉勒和巴勒斯坦解放组织主席亚西尔·阿拉法特当场放声大哭，利比亚的穆阿迈尔·卡扎菲更两次晕倒，还有一些主要的非阿拉伯政要出席，包括苏联总理柯西金和法国总理雅克·沙邦-戴尔马。
其后纳赛尔的遗体到达纳斯尔清真寺，葬於此處，后改名为阿卜杜勒·纳赛尔清真寺。在埃及海军和巴基斯坦海军中，分别有一艘兩棲突擊艦和一艘補給艦以他为名，以纪念他对埃及和不结盟运动的贡献。几内亚的一所大学科纳克里大学也以他为名。

## 著作
- 《埃及解放》1956
- 《我在哪里以及为什么》1959
- 《肯尼迪和纳塞尔的历史信件》
- 《革命哲学》

## 贡献与评价
对很多埃及人来说，納賽爾是一个改革了他们的国家，并重新从里到外建立起了阿拉伯世界的自尊的伟大领袖，作為一個領導伊斯蘭教多數的國家領袖，他堅定推動國家走向世俗主義，推行世俗路線並反對伊斯蘭原教旨主義，使他至今仍受到部分世俗主義者尊崇。
納賽爾執政期間實行的政策也讓埃及走向军国主义。納賽爾實行獨裁統治，对持不同政见者的血腥镇压与无数的秘密警察系统对于今天的埃及其继任者们的政治镇压还留有痕跡。
納賽爾在以色列发动给阿拉伯世界造成巨大创伤的“六日战争”中所起的作用使他的功绩黯然失色，并且缩减了他在中东地区的政治影响。在納賽爾统治埃及的最后几年中，他开始更多地依靠来自苏联的援助。他推行的阿拉伯社會主義在使埃及教育体系现代化的过程中发挥了巨大作用——教育免费使得不计其数的穷人家的孩子能够受到教育。他也热心支持艺术事业，大量修建剧场，电影院及鼓励乐器制造业。还有他统治期间，埃及文坛对阿拉伯世界和全世界都产生了巨大的冲击。納賽爾的影响直至今日都常常成为整个阿拉伯世界乐于辩论的话题。

### 亞斯文大壩
埃及南部的亞斯文大壩及納賽爾湖是納賽爾领导埃及期间最具争议的功绩之一。 作为埃及重工业发电设施及降低尼罗河沿岸被洪水袭击风险的工程，亞斯文大壩同样导致了尼罗河沿岸水位升高而淹没了努比亚人的大量遗蹟（除了一处被联合国教科文组织列为保护对象）。该工程同样导致产生了大量生态问题。納賽爾湖巨大的湖面使得尼罗河大量水资源被白白蒸发，但大坝同样保护了水蒸发后留下的沉积物，并使尼罗河三角洲的耕地变得更加肥沃。 从农业学者角度看，尼罗河谷的农产品收获量却比修建大坝以前有所降低。
亞斯文大壩在埃及经济发展过程起了发电的作用，使农村通电，是埃及现代化不可或缺的一部分。大坝同样也使埃及人民免受尼罗河洪水泛滥。